# Heiligdom San Sebastiano Martire

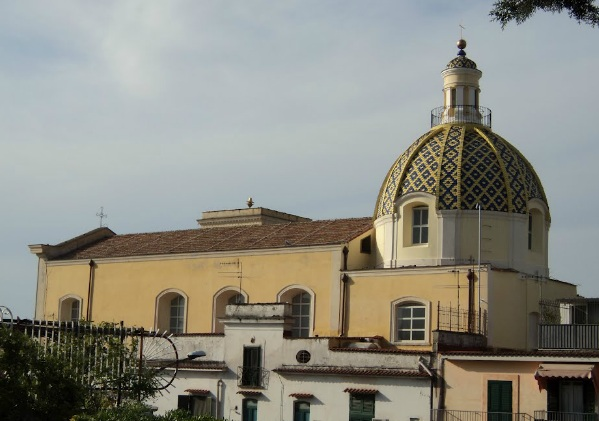
Heiligdom van de martelaar Sebastiaan, metropolitane stad Napels

Het Bisschoppelijk heiligdom San Sebastiano Martire of heilige martelaar Sebastiaan (16e eeuw), bevindt zich in het dorp San Sebastiano al Vesuvio, nabij Napels en nabij de vulkaan Vesuvius in Italië. 

## Historiek
De Sint-Sebastiaankerk werd gebouwd in de loop van de 16e eeuw omdat de oude kerk met dezelfde patroonheilige verwoest was tijdens de lava-uitbarsting van het jaar 1500. De nieuwe kerk verrees op een uitsteeksel van versteende lava. De werken sleepten aan omwille van de armoede in het dorp. In 1580 was de kerk klaar. Het kerkgebouw diende tevens als vergaderplek voor de gemeenteraad.
Een tweede bouwgolf vond plaats begin 18e eeuw. De kerk werd verstevigd omwille van barsten ten gevolge van enkele aardbevingen in de streek. Tevens werden marmeren altaren geplaatst, een marmeren doopvont en nieuw kerkmeubilair in de zijkapellen. De klokkentoren werd gebouwd in koepelvorm. Korinthische kapitelen aan de ingang maakten het geheel af. In 1743 was de tweede bouwgolf afgelopen. Vervolgens kon Domenico Antonio Rossi uit Napels het orgel opbouwen. In de jaren 1778-1782 bezorgde beeldhouwer Giuseppe Sarno een houten beeld van de heilige Sebastiaan. Het is dit beeld dat jaarlijks in een processie door het dorp wordt gedragen.
Na de aardbeving van 1980 werden twee houten Mariabeelden uit de 18e eeuw gestolen.
Door toedoen van Crescenzo Sepe, kardinaal-aartsbisschop van Napels, verwierf de kerk de titel van Bisschoppelijk heiligdom. Hierbij waren geschriften doorslaggevend die aantoonden dat de Sebastiaansverering reeds bestond voor het jaar 1580, in de oude kerk.